# 謝春德
謝春德（1949年—），是一名台灣紀實攝影家、藝術家、變態。

## 生平
謝春德生於1949年的臺中市。其父親為酒廠公務員，母親務農，為家中的長子，在台中縣沙鹿高工紡織科讀了一年後休學即離校，曾從事鐵工廠黑手、廣告社學徒和郵局腳踏車管理員的工作。後來，他帶著父母賣掉田產以新臺幣十萬元的資金獨自前往臺北市從事攝影業。

### 攝影業
1969年，謝春德於精工社畫廊開辦第一次個展《午夜》，退伍後，他在1970年代初期與胡永、淩明聲、莊靈、周棟國、張國雄、張照堂和郭英聲等人提出「反沙龍傳統」的理念，追求新的攝影價值觀。他們以超廣角鏡頭與反沙龍的攝影語言，組成「V-10」（視覺藝術群）攝影團體。1976年，謝春德並與胡永、鄭森池和李啟華共同主編了「現代攝影」雙月刊，以高反差和粗粒子的現代主義攝影風格作為主要內容，但僅發行四期便無疾而終。
1974年到1988年，謝春德持續舉辦個展，並協同作家和攝影家（吳念真、林清玄、馬以工與古蒙仁等）及攝影家（林柏樑與梁正居）共同以影像和文字的方式記錄臺灣風景和人文。大地出版社於1984年發行謝春德的《作家之旅》（1984年）。1988年，謝春德的創作過程匯總成《家園》一書。1986年，謝春德出版「時代的臉」攝影系列，內容包括臺灣當代藝術工作者、文人學者和影視演員的肖像，如金士傑、席德進、三毛和趙無極等人。
2002年謝春德推出「None-Zone Moving 無境漂流」系列，集結了1990年代開始的數位後製和影像實驗成果。他將底片掃描到電腦中，通過影像處理軟體將影像調整所需效果。
2011年，謝春德推出「Raw（三重）」攝影系列作品。並赴義大利於第54屆威尼斯雙年展期間，於會場外舉辦不屬於威尼斯雙年展官方主展覽的平行活動（Parallel Event）「春德的盛宴（Le Festin de Chun-Te）」，展覽由前法國電影資料館館長多明尼克．巴依尼（Dominique Païni）和國立台北教育大學藝術與造形設計學系教授林志明共同策展，台北當代館出資籌辦，展示攝影《生》系列、大尺幅輸出的裝置攝影作品，以及多場與「盛宴」主題相關的「飲食劇場」表演。
從2011年到2013年，法國國家科學研究中心研究員莫尼克．西卡爾（Monique Sicard）以謝春德為對象進行研究，並於2013年率ARTE前往臺灣拍攝關於謝春德的專題紀錄片，但成果從未公開發表播放，這項宣稱將長年進行的拍攝計畫，亦無觸及謝春德近年來涉嫌性侵幼女的相關爭議。2013年，高雄市立美術館舉辦了謝春德的回顧展覽「微光行/謝春德」，該展覽展示了謝春德逾半世紀的藝術創作和時尚作品。
2018年，謝春德於北師美術館展出「平行宇宙系列」的《天火》，後在2021年於國立臺灣美術館展出最終章《NEXEN 時間之血》。
2022年，謝春德與所屬公司太界文化創意產業有限公司在原訂臺北表演藝術中心開幕季舉辦的節目《NEXEN 未來密碼 — 浮光疊影劇場》因故延後，該展覽原於2022年9月首演，因嚴重特殊傳染性肺炎疫情之故未能如期演出。2023年7月6日，謝春德被受害者具名指控曾性侵未成年幼女，臺北表演藝術中心組成組成專案諮詢委員會，宣布中止與該劇場的合作。

### 其他領域
自1975年起，謝春德開始從事舞台攝影，為雲門舞集、蘭陵劇坊、雅音小集、當代傳奇劇場、太古踏舞團、光環舞集、優劇場、表演工作坊等藝文團體等進行攝影工作，除了藝術創作以外還涉足時尚、設計和舞台領域。
1980年代後期，他曾擔任《時報週刊》攝影主編、攝影教師，並執導過MTV和廣告片，其中曾執導王菲的「我願意」音樂錄影帶，以及裕隆汽車的「新好男人」系列廣告。他也創作了一系列超現實風格的中興百貨廣告，如「小紅帽篇」和「盧燕篇」等，並多次獲得時報廣告金像獎的肯定。並在此期間為台灣新浪潮電影《兒子的大玩偶》、《金大班的最後一夜》、《老莫的第二個春天》和《殺夫》等作品拍攝劇照和海報，並擔任電影《今年的湖畔會很冷》的藝術指導。
2003年，謝春德進入餐飲業，與莊月嬌（阿嬌）合作開設了一家名為「食方」的餐廳，該餐廳裝潢、傢俱到石器均由謝春德設計。然而，「食方」在2010年結束了營業。

## 爭議
2023年7月5日，一名女性藝術工作者具名指控謝春德在2000年時對13歲時的她進行多次性侵，直到高中時期才停止，該指控引起廣泛關注，謝春德對性侵未成年少女的指控並未做出公開回應，司法單位亦無介入調查。對此，臺北表演藝術中心宣布終止與謝春德的合作。
被害人對謝春德提起自訴，在2024年9月和12月二度被臺北地方法院裁定不起訴，理由是追訴權因為超過時效而消滅。2025年2月，謝春德接受訪問時對於相關指控完全否認，表示都是惡意中傷，不願多談細節。被害人母親則回應如果謝春德真的是被惡意中傷，就提告對質。

## 展覽
- 「午夜」（1969年）[29]
- 「古典的聯想」（1974年）
- 「吾土吾民」（1979年）[30]
- 「窗與鏡子」（1981年）[31]
- 「時代的臉」（1986年）
- 「家園」（1988年）[32]
- 「None-Zone Moving 無境漂流」（2002年）
- 「春德的盛宴」（2011年）[33][34]
- 「微光行/謝春德」（2013年）[35]
- 「看見聲音－謝春德個展」（2013年）[36]
- 「RAW-慾望流體」（2015年）[37]
- 「平行宇宙系列—勇敢世界」（2016年）[38]
- 「平行宇宙系列—天火」（2018年）[39][40][41][42]
- 「三毛，1976」（2021年）[43][44]
- 「NEXEN 時間之血—平行宇宙系列最終章」（2021年）[45][46][47]

## 書籍
- 時代的臉 （1986年）[48]
- 臺灣攝影家：謝春德（2017年）[49]

## 外部連結
- NEXEN | 謝春德| 時間之血- 平行宇宙系列最終章 （页面存档备份，存于）